# Pablo Bruna
Pablo Bruna (Daroca, Zaragoza, 1611 – aldaar, 26 juni 1679), bekend als El Ciego de Daroca ("De blinde van Daroca"'), was een Spaanse componist en organist uit de zeventiende eeuw.

## Biografie
Daroca was in de zeventiende eeuw een bedevaartsoord vanwege het Mysterie van de Corporalen. De stad had zeven kerken – waarvan de grootste de collegiale kerk was – en zeven kloosters. Vermoedelijk hadden al deze gebouwen een orgel (zeker is dat vijf van de kerken er een hadden). Uit deze muzikale context zou Pablo Bruna voortkomen.
Bruna werd geboren in Daroca als het tweede kind van Blas Bruna en María Tardez, die samen tien kinderen kregen. Op vijf- of zesjarige leeftijd werd hij blind door een ziekte. Dit weerhield hem er echter niet van om, net als zijn broers Blas en Orosia, muziek te leren. Op zijn zestiende werd hem al toegestaan om organist te zijn van de Colegiata de Santa María la Mayor en van de Corporalen van Daroca, maar pas in 1631 – vier jaar later – werd hij officieel aangesteld. Hij bleef deze functie bekleden tot zijn dood in 1679. Bruna bespeelde het orgel dat gebouwd was door de orgelbouwers Guillaume en Gaudioso de Lupe, vader en zoon, dat werd beschouwd als een van de beste van Spanje.
In 1669 werd Bruna benoemd tot maestro de capilla, ter vervanging van Juan Baraza, die naar de kathedraal van Huesca was vertrokken. Hij bleef in functie tot 1677, toen Juan de Torres, de maestro de capilla van de kathedraal van Jaca, hem opvolgde.
Bruna overleed in 1679 in Daroca, waar hij zijn hele leven had doorgebracht. Hij schonk zijn bezittingen en muziekinstrumenten aan zijn familie, vrienden en leerlingen.

### Faam
Zijn faam tijdens zijn leven was enorm. Koning Filips IV van Spanje (Filips III van Aragón) en Karel II maakten een tussenstop in Daroca om Bruna te horen spelen. In 1639 werd hij uitgenodigd door het kapittel van El Pilar in Zaragoza om daar organist te worden, maar hij sloeg het aanbod af.
Zijn bekendheid groeide door de constante stroom van pelgrims naar Daroca. In die tijd ontstond er zelfs een polemiek over wie de betere organist was: Bruna of Andrés Peris, de blinde organist van de kathedraal van Valencia.
Van zijn tijdgenoten schreef Rodríguez y Martel dat Bruna zijn blindheid "in vreugde en vaardigheid" omzette en dat “de huidige organist van de collegiale kerk vrijgesteld is van koordienst omdat hij geen priester is. Zijn enige verplichting is het bespelen van het orgel – en hoe! Ik betwijfel of er in heel Spanje of Europa iemand beter speelt. Wie Pablo Bruna kent, algemeen bekend als el Ciego de Daroca, zal dit niet overdreven vinden.”
Licentiaat Núñez beschreef hem als een “machtige stroom van muziek, onpeilbaar in zijn diepte”.

### Meester van musici
Bruna leidde verscheidene belangrijke musici op. Veel latere organisten van kerken en kloosters in Daroca waren zijn leerlingen (mancebos organistas).
Tot zijn leerlingen behoorden onder meer zijn neven Francisco en Diego Xaraba y Bruna. Diego werd organist van de kapel van de gouverneur van Aragón, don Juan José de Austria, van El Pilar in Zaragoza en van de Koninklijke Kapel in Madrid. Andere leerlingen waren onder meer de monniken Pablo Nasarre, een blinde organist in het klooster van San Francisco in Zaragoza, Diego de Montestruque, eveneens organist in de collegiale kerk van Daroca, evenals Pedro Escuín, Jaime López, Andrés Estrada, Bartolomé Ferrer, Carlos Moliner, Carlos Belmonte, Antonio Cortés en Domingo Alegre.

## Werken
Van zijn werk zijn ongeveer twintig tientos bewaard gebleven, zeven variaties op de Spaanse Pange Lingua, verzen in de eerste, tweede en derde toon, vierstemmige villancicos, het Torno a quatro en een vierstemmige Benedictus. Het bekendste van zijn tientos is gebaseerd op de Litanie van de Heilige Maagd.
Zijn werken worden bewaard in de Nationale Bibliotheek van Madrid, het klooster van San Lorenzo de El Escorial, de Bibliotheek van Catalonië (Barcelona), de Stadsbibliotheek van Porto (Portugal) en de kathedraal van Vic (Barcelona).